# Sarsamphiascus lobatus
Sarsamphiascus lobatus is een eenoogkreeftjessoort uit de familie van de Miraciidae. De wetenschappelijke naam van de soort is voor het eerst geldig gepubliceerd in 1971 door Hicks.